# 鹿寮 (雲林縣)
鹿寮，原寫為鹿藔，是台灣雲林縣元長鄉的一個傳統地域名稱，位於該鄉東部。相較於今日行政區，其範圍大致包括鹿北村不含東南端、鹿南村北部、瓦磘村不含東部邊界地帶中央偏南段。

## 歷史
台灣清治末期至日治初期，鹿寮地區為一街庄，稱為「鹿藔庄」，隸屬於白沙墩堡。該庄北與糞箕湖庄、過港庄為鄰，東邊及南邊東段與舊庄為鄰，南邊中央偏西段為內藔庄，南邊西段及西邊為客仔厝庄。
1901年（日治明治三十四年）11月，全台廢縣廳改設二十廳，該庄隸屬於斗六廳。1903年（明治三十六年）6月，該庄編入「元長區」，隸屬於斗六廳。1909年（明治四十二年）10月，合併二十廳為十二廳，元長區改隸屬於嘉義廳。1920年（大正九年），全台地方制度大改正，廢十二廳改設五州二廳，該庄改制並雅化為「鹿寮」大字，隸屬於臺南州北港郡元長庄。
戰後元長庄改制為元長鄉，隸屬於臺南縣，大字亦改制為村。1950年10月，雲、嘉、南分治，元長鄉改隸屬雲林縣。

## 聚落
本地區發展較早的聚落有埤藔、鹿藔、瓦磘藔等，在日治期初期的官方地圖上已有記載。此外，本地區尚有廍子聚落。

## 交通
縣道145號是彰化縣埤頭鄉至嘉義縣六腳鄉港尾寮的道路，大致以東北—西南走向蜿蜒經過本地區西部邊界外不遠處的糞箕湖、客子厝地區。由該道路向東北轉東北微東可前往土庫、虎尾、西螺、埤頭等地，向西南轉南可前往北港、六腳的港尾寮並止於省道台19線路口。
縣道145甲線是土庫至新港的道路，大致先以東北微北—西南微南走向由本地區北部邊界東側入境後轉南，至鹿寮聚落轉西南微西再轉西南微南再轉西南西，出聚落後轉西，至瓦磘寮聚落東側轉南南西，出境一小段路後再回到邊界，轉南南東入境後轉西南微南再轉南出境。由該道路向東北微北可前往土庫並止於土庫圓環，也就是鄉道雲100線終點路口暨鄉道雲173線起點路口；向南可前往新港北部並止於縣道157號路口
縣道160號是四湖鄉三條崙至土庫鎮無底潭的道路，其東側端點（終點）位於本地區西北部邊界外不遠處的縣道145號路口（糞箕湖地區無底潭聚落東北郊）。由此向西北西轉西南微西可前往元長、四湖等地。
鄉道雲86線是卓運至大東的道路，大致以西微北—東微南走向由本地區西北部邊界入境後轉東南微東，經高鐵高架橋下後轉東再轉東北東再轉東，過嘉南大圳湳仔線仁璽橋後至鹿寮聚落轉東南，至縣道145甲線路口轉東北微東與其共線約70公尺，至彎道上的明鹿路路口轉東北東獨行，至虎尾溪右岸河堤道路路口轉北北東上堤防，繞髮夾彎轉南南西下堤防後轉東，經虎尾溪橋梁後於本地區東部邊界北側出境。由該道路向西微北可前往糞箕湖與客子厝交界地帶並止於縣道145號路口（客子厝地區卓運厝聚落西北郊）；向東越過虎尾溪左岸河堤後可前往舊庄北端、田子林西部、埔羗崙、大東並止於鄉道雲85線路口。
鄉道雲170線是龍岩至瓦磘（瓦磘寮）的道路，其東側端點（終點）位於本地區中部偏西南的縣道145甲線轉角路口（瓦磘寮聚落東南側）。由此向西北蜿蜒而行，出聚落後經高鐵高架橋下、客仔厝大排橋梁後出境，轉西南再轉西南西可前往客子厝北部、頂寮中部、頂寮與龍岩厝交界地帶、龍岩厝並止於省道台19線路口（龍岩厝聚落西郊）。
鄉道雲172線是元長至新吉的道路，大致以西北西—東南東走向轉西微北—東微南走向再轉北向南經過本地區西南部凸出部分的南側邊界西段。由該道路向西北西轉西微南經高鐵高架橋下後可前往客子厝、頂寮、元長並止於省道台19線路口；向南可前往客子厝東南部、內寮中部偏北北東並止於縣道145甲線路口。

## 學校
- 新生國小
- 新生國小鹿北分班